# Seladerma bicolor
Seladerma bicolor är en stekelart som beskrevs av Walker 1834. Seladerma bicolor ingår i släktet Seladerma och familjen puppglanssteklar. Arten är reproducerande i Sverige. Inga underarter finns listade i Catalogue of Life.